# Il ballo dei 41
Il ballo dei 41 (El baile de los 41) è un film messicano del 2020 diretto da David Pablos. La sceneggiatura è basata su un'operazione di polizia che fece scandalo nel Messico agli inizi del XX secolo, nota come il "Ballo dei quarantuno".

## Trama
Città del Messico, alla fine del XIX secolo: si festeggia il fidanzamento ufficiale tra Ignacio de la Torre e Amada Díaz, figlia del potente presidente messicano Porfirio Díaz. Per Ignacio il matrimonio è solo un modo per poter raggiungere il potere e diventare Governatore dello stato del Messico grazie alla parentela acquisita col presidente, mentre Amada è sinceramente innamorata dell'uomo. Il matrimonio però presenta subito dei problemi: Ignacio, infatti, è segretamente omosessuale e frequenta un club per soli uomini, riservato ai membri dell'alta società messicana, in cui si svolgono festini e orge con prostituti. Negli uffici del Parlamento Ignacio conosce il giovane impiegato Evaristo Rivas; i due si innamorano e iniziano una relazione clandestina. Ignacio fa ammettere anche Evaristo al club esclusivo, che arriva a contare così 42 soci.
Nel frattempo Ignacio trascura sempre di più la moglie Amada, che gli chiede insistentemente di dargli un figlio. Amada, spinta anche dai pettegolezzi delle dame di società, si convince che Ignacio abbia un'amante segreta e, approfittando dell'assenza del marito, fruga nella sua corrispondenza fino a trovare un biglietto d'amore firmato "Eva". Fingendosi Ignacio, Amada invita "Eva" a casa dei de la Torre; si presenta Evaristo e Amada scopre così la verità e davanti a Evaristo affronta il marito. La donna tenta ancora una volta di convincere Ignacio a darle un figlio, sotto ricatto di rivelare al padre la vera natura della sua relazione con Evaristo, ma per l'ennesima volta Ignacio si rifiuta. Amada quindi si rivolge al padre, che decide di mettere Ignacio sotto la sorveglianza di una scorta per ostacolare la sua vita privata. La voce comunque si diffonde e Ignacio si vede costretto a rinunciare alla candidatura a Governatore proprio perché la sua omosessualità anche solo presunta ne impedirebbe l'elezione. Esasperato dalla situazione, Ignacio decide di partire con Evaristo lasciandosi tutto alle spalle, ma di farlo solo all'indomani della festa di anniversario del club, prevista per il 17 novembre 1901. La sera della festa, in una casa di periferia, si radunano i soci del club, per metà vestiti da donna e iniziano le danze e una lotteria che mette in palio un avvenente prostituto. I gendarmi incaricati di sorvegliare Ignacio però, dopo averlo pedinato, fanno irruzione nel club arrestando e incarcerando tutti i presenti. Il capo dei gendarmi informa subito il presidente Díaz presentandogli la lista dei nomi dei 42 arrestati, ma Díaz replica di vederne elencati "solo quarantuno": l'ordine sottinteso è quello di liberare il genero Ignacio per evitare qualsiasi scandalo attorno alla famiglia presidenziale e così avviene.
Diversa invece è la sorte degli altri arrestati: con ancora indosso gli abiti usati durante la festa, vengono portati nella pubblica piazza e lì costretti a subire gli insulti e un brutale tentativo di linciaggio da parte della folla, per poi dover pulire il sangue rimasto sul selciato e infine venire deportati ai lavori forzati in Yucatán. Ignacio, rassegnato, si adatta a una vita di facciata con Amada solo per salvare le apparenze con la speranza di riuscire a far liberare in qualche modo Evaristo. Mesi dopo, Amada comunica durante la colazione, in modo distratto, a un apatico Ignacio di aver ricevuto la notizia della morte di Evaristo in Yucatán, senza sapere nulla sulle circostanze in cui questo era avvenuto. Ignacio si mette silenziosamente a piangere mentre la moglie continua come se nulla fosse a parlare di altri argomenti frivoli.

## Produzione
Le riprese del film si sono svolte a Città del Messico e a Guadalajara alla fine del 2019. Compaiono tra i luoghi la Casa Rivas Mercado, il teatro dell'opera, il Museo Nacional de Arte (Munal) e il tempio di Santo Domingo de Guzmán. Gran parte degli esterni sono stati girati in strade della zona metropolitana di Guadalajara.

## Distribuzione
La prima proiezione pubblica si è svolta il 1º novembre 2020 a chiusura del Festival Internacional de Cine de Morelia in condizioni di distanziamento come da protocollo per la pandemia di COVID-19 in Messico.
Il debutto nelle sale cinematografiche messicane è avvenuto il 19 novembre 2020 e il film si è classificato al secondo posto degli incassi nell'era COVID e tra le prime dieci pellicole dell'anno.
A livello mondiale il film è stato distribuito sulla piattaforma Netflix il 12 maggio 2021.